# Mount Bierle
Mount Bierle är ett berg i Antarktis. Det ligger i Östantarktis. Nya Zeeland gör anspråk på området. Toppen på Mount Bierle är 2 360 meter över havet, eller 381 meter över den omgivande terrängen. Bredden vid basen är 7,6 km.
Terrängen runt Mount Bierle är huvudsakligen kuperad, men åt sydost är den platt. Trakten är obefolkad. Det finns inga samhällen i närheten.